# Etrit Berisha
Etrit Berisha (Pristina, 10 maart 1989) is een Kosovaars-Albanees voetballer die dienstdoet als doelman. Berisha debuteerde in 2012 in het Albanees voetbalelftal, waarmee hij deelnam aan het EK 2016 en het EK 2024.

## Clubcarrière

### Kalmar FF
Berisha begon zijn carrière als kind bij de plaatselijke voetbalclub KF 2 Korriku. In januari 2008 verruilde hij de kleuren van de lokale trots voor het Zweedse Kalmar FF. De doelman maakte in zijn eerste jaren in Zweden zijn opwachting in het hoogste jeugdelftal van Kalmar. In het eerste team moest hij tot halverwege het seizoen 2010 Petter Wastå voor zich dulden. Sindsdien was Berisha de eerste doelman van de Zweedse club. Op 1 september 2013 speelde hij zijn laatste duel voor de club; de ploeg won met 1–0 van Halmstads BK. Berisha maakte vanaf de strafschopstip het enige doelpunt van de wedstrijd.

### Strafschoppen
Niet alleen in zijn laatste duel voor Kalmar FF was Berisha trefzeker. De doelman maakte in het seizoen 2012 zijn eerste doelpunt voor de ploeg van trainer Nanne Bergstrand. In de wedstrijd tegen Helsingborgs IF hielp hij Kalmar in de 38ste minuut vanaf de strafschopstip aan de 2–1 voorsprong. Kalmar verloor het duel desalniettemin met 7–2. In totaal kwam Berisha tot drie treffers voor Kalmar FF.

### Lazio Roma
Op zondag 1 september 2013 vertrok Berisha naar SS Lazio. De Albanees international moest in Rome de strijd aangaan met Federico Marchetti. Berisha werd in principe gehaald als tweede doelman. Hij tekende voor vier jaar in Rome. Berisha maakte maandag 6 januari 2014 zijn Serie A-debuut voor Lazio in het met 1–0 gewonnen competitieduel tegen Internazionale.

## Clubstatistieken
| Seizoen                             | Club               | Competitie  | Wed. | Goals |
| ----------------------------------- | ------------------ | ----------- | ---- | ----- |
| 2010                                | Kalmar FF          | Allsvenskan | 14   | 0     |
| 2011                                | Kalmar FF          | Allsvenskan | 25   | 0     |
| 2012                                | Kalmar FF          | Allsvenskan | 30   | 1     |
| 2013                                | Kalmar FF          | Allsvenskan | 22   | 2     |
| 2013/14                             | SS Lazio           | Serie A     | 17   | 0     |
| 2014/15                             | SS Lazio           | Serie A     | 10   | 0     |
| 2015/16                             | SS Lazio           | Serie A     | 11   | 0     |
| 2016/17                             | → Atalanta Bergamo | Serie A     | 26   | 0     |
| 2017/18                             | Atalanta Bergamo   | Serie A     | 31   | 0     |
| 2018/19                             | Atalanta Bergamo   | Serie A     | 18   | 0     |
| 2019/20                             | → SPAL             | Serie A     | 26   | 0     |
| 2020/21                             | SPAL               | Serie B     | 25   | 0     |
| 2021/22                             | → Torino FC        | Serie A     | 10   | 0     |
| 2022/23                             | Torino FC          | Serie A     | 0    | 0     |
| Totaal                              | Totaal             | Totaal      | 265  | 3     |
| Bijgewerkt tot en met 26 april 2023 |                    |             |      |       |

## Interlandcarrière
De doelman ontving in mei 2012 voor het eerst een uitnodiging voor het nationale voetbalelftal van Albanië, voor de oefeninterlands tegen Qatar en Iran. Tegen Qatar bleef Berisha negentig minuten lang op de bank zitten. Vijf dagen later, op 27 mei 2012, maakte de doelman zijn debuut voor Albanië. In de wedstrijd tegen Iran speelde Berisha de hele wedstrijd en werd hij niet gepasseerd: 1–0. Berisha werd in mei 2016 opgenomen in de selectie van Albanië voor haar eerste deelname aan een interlandtoernooi, het Europees kampioenschap voetbal 2016 in Frankrijk. Albanië werd in de groepsfase uitgeschakeld na een overwinning op Roemenië (1–0) en nederlagen tegen Zwitserland (0–1) en Frankrijk (0–2).